# Ambiorix
Ambiorix – потужний фрезерний земснаряд (cutter suction dredger). 

## Характеристики
Судно спорудили на замовлення відомої бельгійської компанії DEME у 2012 році на нідердандській верфі Scheepswerf De Merwede в Гардинксвелд-Гіссендамі. Земснаряд назвали на честь правителя гальского племені ебуронів, який чинив спротив римському завоюванню. Ambiorix є подальшим розвитком проекту фрезерного земснаряду “D'Artagnan”, спорудженого на сім років раніше.
Монтаж фрезерного розрихлювача вагою 1250 тонн здійснив на верфі IHC Krimpen плавучий кран великої вантажопідйомності Matador 3, якому допомагали менші крани Matador та Matador 2.
Силова установка судна має загальну потужність 28,2 МВт, а пересування до місця виконання робіт здійснюється зі швидкістю до 12,5 вузлів.
Земснаряд призначений для робіт на глибинах від 6 до 35 метрів, при цьому привід його фрези має потужність 6 МВт.
На борту забезпечується проживання 43 осіб.

## Завдання судна
В 2012-му земснаряд працював над проектом розширення італійського порту Чивітавекк'я (узбережжя Тірренського моря на північний захід від Риму), в якому було необхідно провести виїмку 1 млн м3 скельних порід.
В кінці того ж року він вже був біля узбережжя Марокко, де на південному узбережжі Гібралтарської протоки починали роботи за проектом Tangermed 2 – спорудження двох нових причалів та двох контейнерних терміналів у «Середземноморському порту Танжер», який обслуговує «Зону економічного розвитку Танжер Медітерраніан». Під час робіт фреза отримала певні пошкодження, що змусило судно у грудні 2012-го зайти на 12 днів для ремонту на верф Гібралтару. Допоміжні функції у марокканському проекті виконували баржі Sloeber та Pagadder, котрі транспортували вибрані матеріали, а самі роботи тривали до весни наступного року.
У першій половині 2013-го судно знов відвідало Чивітавекк'ю для завершення робіт, а також прибуло на Близький Схід до берегів Катару, де південніше від столиці країни Дохи розпочали проект Нью-Хамад-Порт, розрахований на перевалку 2 млн контейнерів та 2 млн тонн генеральних вантажів на рік. Для створення акваторії з глибиною 17 метрів залучили Ambiorix та згаданий вище D’Artagnan.
Восени того ж року Ambiorix вже був біля північно-західного узбережжя Австралії, де його послуг потребували для створення портової інфраструктури заводу зі зрідження природного газу Вітстоун ЗПГ. Роботи тривали щонайменше до кінця 2014-го, а вже у лютому 2015-го він знов прибув до порту Хамад. Тут підійшли до завершення роботи зі створення гавані, котру споруджували сухим методом під прихистком дамби. У підсумку майбутню акваторію заповнили 75 млн м3 води через сифон із пропускною здатністю 37 тис м3 на годину, після чого Ambiorix провів руйнування дамби.
Наприкінці літа та/або на початку осені 2015-го "Ambiorix" разом з землесосними снарядами "Brabo" та "Antigoon" побував в індійському порту Мумбаї. Того ж 2015-го "Ambiorix" виконував завдання за проектом створення на узбережжі західноіндійського штату Гуджарат порту Салая, призначеного для перевалювання насипних вантажів (вугілля, вапняк, боксити, добрива). Ambiorix перебував тут по лютий 2016-го, а у квітні перейшов на південно-східне узбережжя країни (Коромандельський берег), де провадились роботи над третьою фазою порту Камараджар, розташованого дещо північніше від Ченнаї. Після її завершення річна пропускна здатність порту мала досягнути 80 млн тонн на рік (вугілля, залізна руда та інші вантажі). 
У другій половині 2016-го власник земснаряду уклав угоду на роботи за проектом розширення контейнерного терміналу на острові Маврикій. Планувалось, що Ambiorix працюватиме в Порт-Луї з грудня 2016-го по червень 2017-го, втім, у лютому 2017-го він ще був задіяний на попередньому проекті в Камараджарі.
Черговим завданням Ambiorix в Індійському океану стало прокладання у Бенгальській затоці підхідного каналу бангладеського терміналу по прийому ЗПГ Мохешкалі. Земснаряд перебував тут в листопаді-грудні 2017-го.
Згодом судно задіяли у сінгапурському проекті гігантського контейнерного терміналу TTP (Tuas Terminal Port). Його перша фаза (повне завершення якої заплановане на 2020 рік) потребувала виїмки 70 млн м3 ґрунту, для чого зокрема залучили Ambiorix та ківшевий земснаряд Gosho.
На 2019 рік для Ambiorix запланували участь в роботах по створенню на узбережжі центрального В'єтнаму порту Hoa Phat Quang Ngai, котрий має перевалювати 4 млн тонн на рік для обслуговування запланованого тут інтегрованого сталеплавильного комплексу. Для вибірки до 6 млн м3 ґрунту залучили землесосні снаряди Brabo та Congo River, проте 75 тис м3 скельних порід повинен вилучити фрезерний земснаряд. 
В подальшому для Ambiorix заплановані роботи біля узбережжя індійського штату Одіша над створенням порту Гопалпур, котрий по завершенні повинен мати глибини у 18,5 метра. У 2018-му нещодавно згаданий земснаряд Congo River провів першу фазу робіт, довівши глибини до 13 метрів, після чого на другій фазі мають задіяти Ambiorix.
Відомо, що 2021-му «Ambiorix» залучали до робіт за масштабним проектом розвитку єгипетського порту Абу-Кір (для виконання цього завдання DEME також використовувала землесосні снаряди «Nile River», «Reynaert», «Artevelde», «Brabo», «Breughel», «Breydel», «Congo River», «Bonny River», «Uilenspiegel» та фрезерні земснаряди «D'Artagnan» і «Spartacus»).